# Sub-districte d'Ascaló
El Sub-districte d'Ascaló forma part del districte del sud d'Israel, i està format per diverses ciutats israelianes, i per unes entitats de població més petites, anomenades consells regionals. Les ciutats que formen part del sub-districte són les següents:

## Ciutats

### Ascaló
Ascaló (en hebreu: אשקלון) és una ciutat moderna d'Israel i antigament fou una ciutat cananea, una de les cinc ciutats dels filisteus de la costa de la mar Mediterrània i un centre comercial fenici. La ciutat moderna, el 2011 tenia uns 117.400 habitants, i actualment és la vuitena ciutat de l'Estat d'Israel.

### Asdod
Asdod (en hebreu: אשדוד, transliterat: Aixdod) és la cinquena ciutat més gran d'Israel, amb una població d'uns 210.000 habitants. El port d'Asdod és el més gran del país, per aquest port entren en 60% de les importacions israelianes.

### Qyriat Gat
Qiryat Gat (en hebreu: קריית גת) és una ciutat del districte del sud d'Israel. La vila havia estat una ciutat filistea, segons la Bíblia, aquesta és la localitat a on va néixer Goliat. La ciutat fou fundada de nou en el segle xx, en l'any 1954. Després de la seva fundació, la majoria dels nous habitants vingueren des del Nord d'Àfrica, i posteriorment, de l'antiga Unió Soviètica. En 1972, la localitat va aconseguir la categoria de ciutat, i en 1999, l'empresa Intel va instal·lar una fàbrica de microxips en la ciutat, i va donar feina a 2.000 persones. Recentment s'han trobat, durant la construcció d'una autopista, restes d'un poblat de l'edat del bronze que fou habitat des del 5.000 aC fins al 3.000 aC i restes d'una granja de l'època romana.

### Malaquies
Malaquies o Qiryat Malakhí és una ciutat del Districte del Sud d'Israel. Es va fundar el 1951 per acollir els immigrants, principalment dels Estats Units, i en la darrera dècada, d'Etiòpia.

### Sederot
Sederot (en hebreu: שׂדרות) (en àrab: سديروت) és una ciutat del districte del sud d'Israel. Sederot es troba a 13 quilòmetres de la Mar Mediterrània. La ciutat va ser fundada en 1948, com a campament per acollir immigrants. En 1951, vuitanta famílies de l'Iran i el Kurdistan van fundar el poble. En 1956, Sederot va esdevenir un municipi independent. Després de la caiguda de l'URSS, van arribar a Sederot molts ciutadans de l'Europa de l'Est, així com de Sud-amèrica. El nombre d'habitants de la vila es va doblar, i la localitat va aconseguir l'estatus de ciutat. El 40% dels habitants que hi havia en 2003, havien arribat després de la dècada de 1990.

## Consells regionals
Els consells regionals, són unes entitats de població, que alhora estan formades per diverses comunitats, assentaments, pobles i llogarets. Els consells regionals que formen part del sub-districte d'Ascaló són els següents:
- Beer Tuvia
- Joab
- Laquix
- Regió d'Ascaló
- Xaar del Nègueb
- Xafir